# Comerica Bank Tower
Comerica Bank Tower (antiguamente Momentum Place, Bank One Center y Chase Center) es un rascacielos posmoderno de 60 plantas situado en 1717 Main Street en el Main Street District de downtown Dallas, Texas. Elevándose con una altura estructural de 787 pies (240 m), es el tercer edificio más alto de Dallas. Si las antenas y agujas de Renaissance Tower se excluyen, Comerica Bank Tower sería el segundo más alto. También es el sexto edificio más alto de Texas y el 49.º edificio más alto de Estados Unidos. El edificio fue diseñado por Philip Johnson y John Burgee y fue completado en 1987. El inmueble provee 1 500 000 pies cuadrados (100 000 m²) de espacio de oficinas.

## Historia
Originalmente conocido como Momentum Place, la torre fue construida como el nuevo cuartel general de MCorp Bank. El lugar, que incluía las tiendas de Woolf Brothers y Volk Brothers, era una de las parcelas más ajetreadas de downtown Dallas. Algunos de los bloques adyacentes eran Neiman Marcus Building, Wilson Building, Titche-Goettinger Building y Mercantile National Bank Building. La parcela entera desde Ervay hasta St. Paul fue nivelada para abrir camino a la nueva torre. El diseño original propuesto por Johnson contemplaba varios edificios de oficinas, un hotel y un gran centro comercial diseñado en un estilo clásico. MCorp Bank deseaba sin embargo una torre más moderada sin comercios; el diseño del vestíbulo bancario fue también reducido.
La construcción comenzó en 1985 y la torre abrió en 1987, con MCorp alquilando inicialmente 600 000 pies cuadrados (100 000 m²) de espacio tras trasladarse del Mercantile National Bank Building. Al tiempo de su finalización fue el edificio más impugnado legalmente en el skyline de Dallas debido a la depresión económica de finales de la década de 1980 y la crisis de ahorro y préstamo. MCorp Bank se derrumbó poco después de la apertura del edificio y el banco fue disuelto por Bank One. Los promotores y financiadores se demandaron para obtener la propiedad de la torre. Otras partes incumplieron el pago de préstamos, y el edificio entró en ejecución hipotecaria en 1991 y, de nuevo, en 1995, las dos más grandes en la historia de la ciudad. Sin un inquilino líder, la torre fue vendida como espacio de oficinas clase AA completamente alquilable. Debido a la depresión económica, fue el último edificio alto completado en downtown en la década de 1980.
En 1997 Crescent Real Estate Equities, en asociación con la financiera Trizec Properties, compró Bank One Center a Cigna y al Teacher Retirement System of Texas por $238 millones.
El 14 de diciembre de 2006, Crescent vendió la estructura a  Metropolitan Real Estate Developers, establecida en Los Ángeles, por US$ 216 million.
El 13 de agosto de 2007, Comerica Bank anunció que trasladaría su cuartel general corporativo a este edificio. La decisión de trasladar el cuartel general de la compañía de Detroit, Míchigan fue tomada el 6 de marzo de 2007.

## Diseño
- La torre usa una forma tradicional de rascacielos tri-seccionada con altibajos en la parte superior. Una moderna interpretación de la clásica bóveda de cañón es usada por toda la estructura, dando al edificio en su conjunto un estilo art nouveau. Los altibajos esculpen una forma de cruz en la sección superior del edificio, pero láminas de cristal descendiendo como en una cascada de las bóvedas continúan la ilusión del nivel de calle.[8]

- Las primeras cinco plantas contienen un gran vestíbulo bancario/bolsa de cambio con techo curvado y claraboya.[4]

- El edificio contiene un aparcamiento subterráneo de 3 plantas y está conectado a Elm Street Garage, dando a los inquilinos 1.530 plazas de aparcamiento.[9]

- Comerica Tower es un centro principal en la Red Peatonal de Dallas e incluye espacios comerciales subterráneos.

- El lado este del edificio incluye una pequeña plaza con una rejilla de árboles y bancos frente al Titche-Goettinger Building.

- El edificio ha sido criticado fuertemente por su pobre medio urbano a nivel de calle. La ausencia de comercios, muros de largos bloques de granito pulido o cristal oscuro provocan que la torre parezca muy formidable. La plaza de entrada del lado oeste, situada en una de las esquinas más ajetreadas de downtown Dallas, aísla el edificio de la calle en lugar de actuar como un verdadero espacio público. En el tiempo de su apertura, MCorp afirmó que el impasible exterior fue deseado. "Queríamos un edificio bancario, no un edificio de oficinas", dijo el presidente de MCorp Gene Bishop. "No queríamos que la parcela fuera abarrotada. Y prevalecimos".[10] En 2009 se construyó una pequeña extensión que contiene un restaurante en la plaza este de Main Street, esperando mitigar algunos de dichos problemas.